# Закарян, Арамазд Анушаванович
Арама́зд Анушава́нович Закаря́н (арм. Արամազդ Զաքարյան, 9 февраля 1957, село Паравакар, Шамшадинский район, Армянская ССР, СССР) — бывший депутат первого созыва Парламента Армении.
- 1974—1979 — Армянский государственный институт физической культуры.
- 1979—1982 — Тартуский государственный университет. Врач-педагог.
- 1982—1986 — работал педагогом, методистом, тренером, а в 1987—1990 — травматолог-методист.
- С 1990 — работал в системе объединении «Национальное самоопределение» (АНС).
- 1995—1999 — депутат парламента. Член постоянной комиссии по обороне, национальной безопасности и внутренним делам. Член партии «Объединение национального самоопределения».
- С 1999 — член политсовета партии «Республика».